# Louise Bourgoinová
Ariane Louise Bourgoinová (* 28. listopadu 1981 Rennes) je francouzská herečka, modelka a moderátorka.
Pochází z učitelské rodiny a vystudovala výtvarnou školu. V televizi se poprvé objevila v roce 2003 v soutěži Klíče od pevnosti Boyard, o rok později se stala moderátorkou stanice Filles TV a od roku 2006 uváděla předpověď počasí na Canal+. V roce 2008 debutovala jako herečka ve filmu Anne Fontaineové Dívka z Monaka a za svůj výkon byla nominována na cenu César pro nejslibnější herečku. Za roli Sandrine ve filmu Jsem voják získala cenu pro nejlepší herečku na mezinárodních festivalech v Káhiře a v Cabourgu. Prosadila se také mimo Francii díky roli v americkém thrilleru Na okraji pouště. Hraje hlavní roli v televizním seriálu Thomase Liltiho Hippocrate.
Jako modelka je od roku 2015 tváří značky parfémů Kenzo.
Své výtvarné vzdělání uplatnila v populárně naučné knize o muzeu Orsay, kterou napsala spolu s Edwardem Vignotem.
Má dva syny, jejichž otcem je hudebník Tepr.

## Filmografie
- 2008 Dívka z Monaka
- 2009 Mikulášovy patálie
- 2010 Druhý svět
- 2010 Tajemství mumie
- 2011 Láska na tři roky
- 2011 Radostná událost
- 2013 Manželská rána
- 2013 Jeptiška
- 2015 Bílí rytíři
- 2015 Jsem voják
- 2015 Na okraji pouště